# Cantó d'Aspèth
El cantó de d'Aspet és un cantó francès del departament de l'Alta Garona, a la regió d'Occitània. Està inclòs al districte de Sent Gaudenç, està format per 21 municipis i el cap cantonal és Aspèth.

## Municipis
- Arbast
- Arbon
- Arguenòs
- Aspèth
- Cabanac e Casaus
- Casaunaus
- Coreth
- En Causse
- Estadens
- Gantias
- Herran
- Hogaron
- Isaut
- Jusèth d'Aisaut
- Milhars
- Montcauv
- Portèth d'Aspèth
- Reculhèr
- Senguanhet
- Soeish
- Shenh Dessús